# Chorinea bogota
Chorinea bogota är en fjärilsart som beskrevs av Saunders 1858. Chorinea bogota ingår i släktet Chorinea och familjen Riodinidae. Inga underarter finns listade i Catalogue of Life.